# ديك كراوس
ديك كراوس (بالإنجليزية: Dick Kraus)‏ هو سياسي أمريكي، ولد في 27 أغسطس 1937 في هتشنسون في الولايات المتحدة. حزبياً، نشط في الحزب الديمقراطي.